# ユスティン・ホーフマ
ユスティン・ホーフマ（Justin Hoogma、1998年6月11日 - ）は、オランダ・エンスヘデ出身のサッカー選手。ヘラクレス・アルメロ所属。ポジションはディフェンダー。

## 経歴
ヘラクレス・アルメロでプロデビューし、その翌シーズンである2016-17シーズン、リーグ戦34試合全てで1分も欠かすことなくフル出場した。
2017年6月13日、TSG1899ホッフェンハイムと4年契約を交わした。
2019年1月30日、FCザンクトパウリにシーズン終了までレンタル移籍した。
2019年7月30日、FCユトレヒトにレンタル移籍した。
2020年6月29日、TSG1899ホッフェンハイムとの契約を2022年6月30日まで延長し、再びFCユトレヒトにレンタル移籍することが発表された。
2021年7月15日、SpVggグロイター・フュルトにレンタル移籍した。